# Liolaemus casamiquelai
Liolaemus casamiquelai — вид ігуаноподібних ящірок родини Liolaemidae. Ендемік Аргентини. Вид названий на честь аргентинського палеонтолога Родольфо Касамікели.

## Поширення і екологія
Liolaemus casamiquelai відомі за кількома зразками, зібраними в провінції Ріо-Негро. Вони живуть в напівпустелях Патагонії, зустрічаються на висоті від 834 до 876 м над рівнем моря. Живляться комахами, відкладають яйця.